# 루키우스 빕사니우스 아그리파
루키우스 빕사니우스 아그리파(Lucius Vipsanius Agrippa)는 로마의 정치가인 마르쿠스 빕사니우스 아그리파의 아버지다. 루키우스 빕사니우스 아그리파의 집안은 이탈리아 변방출신이며 평민출신이라 할 수 있다. 그러나 당시의 집안은 부유한 기사계급 이라고 할 수 있었지만 로마 공화정에서 주요한 역할을 하지 못했다.